# Eua zebrina
Eua zebrina е вид коремоного от семейство Partulidae. Видът е застрашен от изчезване.

## Разпространение
Разпространен е в Американска Самоа.